# SKEMA Business School
A SKEMA Business School egy franciaországi felsőoktatási intézmény, amely az üzleti tudományok terén nyújt posztgraduális képzést. Hét campusa van, Lille-ben, Suresnes-ben, Sophia Antipolisban, Szucsouban, Raleigh-ban, Belo Horizontéban és Fokvárosban. 2009-ben alapították.
Az iskola programjai AMBA, EQUIS és AACSB hármas akkreditációval rendelkeznek.
Az intézmény legismertebb végzősei közé olyan személyiségek tartoznak, mint Alain Dinin (a Nexity igazgatója), Jean-Philippe Courtois (a Microsoft igazgatója) és Louis Ducruet, tizenegyedik a monacói trónöröklési sorrendben.